# 里奧 (喬治亞州斯波爾丁縣)
里奧（英語：Rio）是位於美國喬治亞州斯波爾丁縣的一個非建制地區。該地的面積和人口皆未知。

## 地理
里奧的座標為33°16′48″N 84°22′55″W / 33.28000°N 84.38194°W，而該地的平均海拔高度為241米（即791英尺）。